# Blaise Parent
Pour les articles homonymes, voir Parent.
Blaise Parent (né [Quand ?] [Où ?]) est un quintuple vainqueur français de l'Enduro du Touquet en quad.
- 2002 et 2003 avec Vincent Pinchon
- 2005 en solo[2]
- 2006 et 2007 avec Romain Couprie[3]